# Callochiton schilfi
Callochiton schilfi är en blötdjursart som beskrevs av Samuel Heinrich Schwabe och Ruthensteiner 200. Callochiton schilfi ingår i släktet Callochiton och familjen Ischnochitonidae. Inga underarter finns listade i Catalogue of Life.